# 里布尼克河 (斯特雷河支流)
里布尼克河（烏克蘭語：Рибник），是烏克蘭的河流，位於該國西部利沃夫州，屬於斯特雷河的右支流，發源自邁丹北部，流經德羅霍貝奇區，河道全長3.6公里，流域面積159平方公里。